# Herongate and Ingrave
Herongate and Ingrave – civil parish w Anglii, w Esseksie, w dystrykcie Brentwood. W 2011 civil parish liczyła 2175 mieszkańców.